# Granma (provincie)

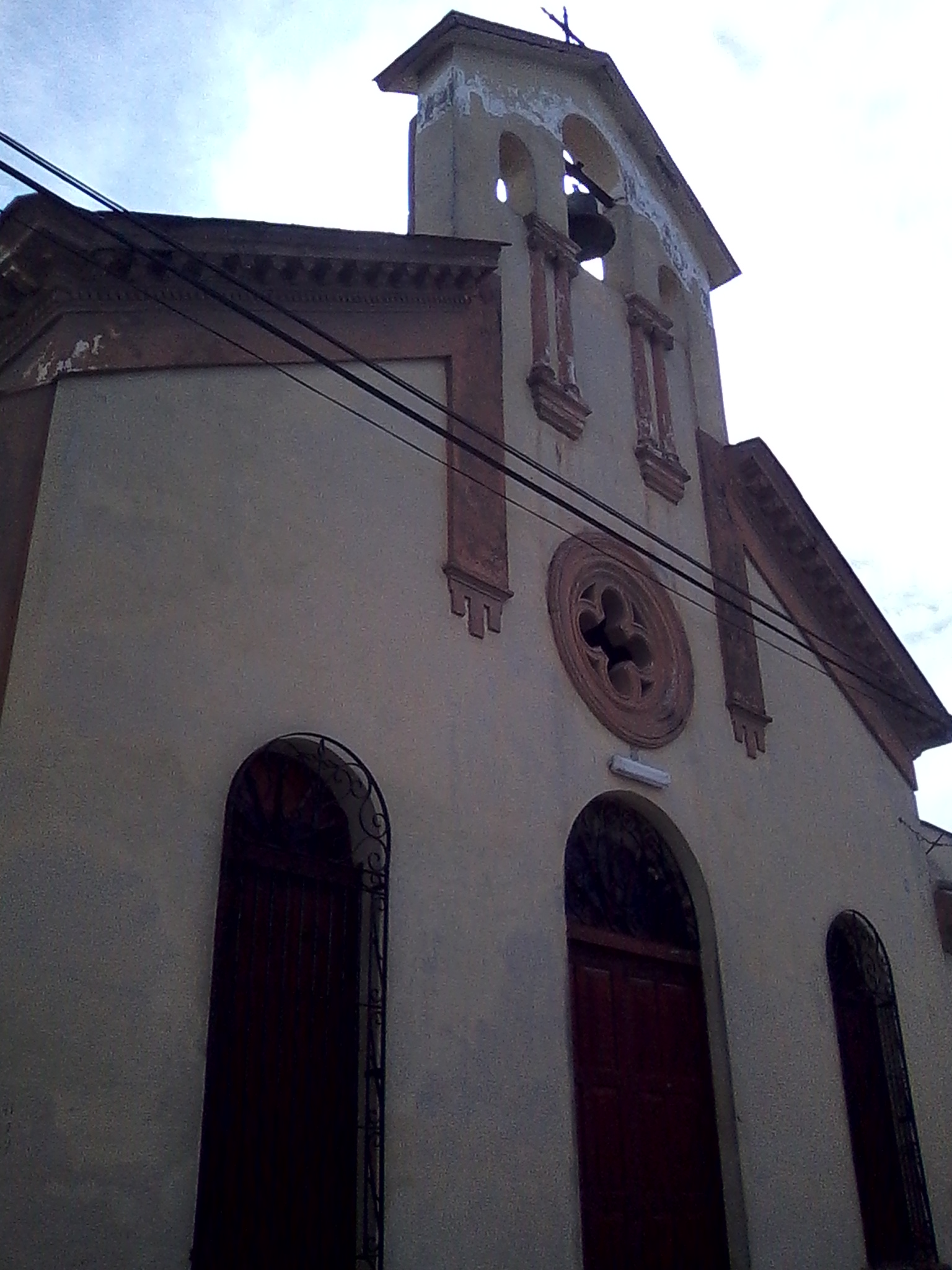
De kerk van Niquero

Granma is een van de vijftien provincies van Cuba, gelegen in het zuiden van het eiland Cuba. De hoofdstad is Bayamo, een stad in het oosten van de provincie.
De provincie bestrijkt een oppervlakte van 8400 km² en heeft 835.000 inwoners (2015).
De naam van de provincie is afkomstig van het jacht Granma. Met dit schip landden Fidel Castro en 81 kompanen op 2 december 1956 in de buurt van de plaats Las Coloradas, een belangrijke stap naar de machtsovername door Castro eind 1958.

## Gemeenten
De provincie bestaat uit dertien gemeenten:
- Bartolomé Masó
- Bayamo
- Buey Arriba
- Campechuela
- Cauto Cristo
- Guisa
- Jiguaní
- Manzanillo
- Media Luna
- Niquero
- Pilón
- Río Cauto
- Yara

Artemisa · Camagüey · Ciego de Ávila · Cienfuegos · Guantánamo · Granma · Havana · Holguín · Las Tunas · Matanzas · Mayabeque · Pinar del Río · Sancti Spíritus · Santiago de Cuba · Villa Clara